# الموالي (قبيلة)

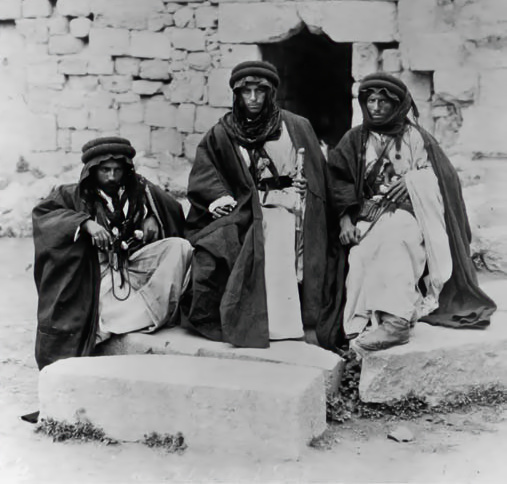
أبناء الموالي الشيخ علي دياب

المَوَالِي هم قبيلة عربية تستوطن شمال غرب ووسط سوريا، خصوصًا في مناطق إدلب وحماة.
 سوريا

## تاريخ امار الموالي الصقور
أصول القبيلة غامضة، لكن بحلول القرن السادس عشر، كانت تتكون من رعاة غنم شبه رحل ورعاة جمال من أصول متنوعة. في ذلك الوقت، كانت آل الفضل هي العائلة القيادية، وزعماؤها كانوا معترفًا بهم رسميًا كأمراء العرب في بادية الشام منذ عهد الأيوبيين في القرن الثالث عشر. حاول العثمانيون، الذين احتلوا سوريا عام 1517، في البداية إخضاع القبيلة بالقوة، لكنهم بحلول عام 1574 اعترفوا بأمراء الموالي في هذا المنصب.
ظل الموالي القبيلة المهيمنة في بادية الشام حتى أواخر القرن الثامن عشر، عندما أُجبروا على النزوح من قبل قبيلة الحسنة، وهي إحدى القبائل المنتمية إلى حلف عنزة الكبير القادم من الجزيرة العربية. بعد ذلك، استقر الموالي في مرتفعات جبل الزاوية وجبل الأعلى في شمال غرب سوريا. استمروا في ممارسة نفوذ كبير في سنجق حماة وكُلّفوا بمهام الشرطة لحماية القرى هناك من غارات البدو. ومع ذلك، استمرت قدراتهم بالتراجع. لعب زعماء القبيلة، خصوصًا من عائلة خرفان، دورًا هامًا في إعادة توطين المناطق الصحراوية حول حماة في منتصف القرن التاسع عشر.
خلال الانتداب الفرنسي، انضم الموالي، الذين أصبحوا قبيلة شبه رحل تعتني برعي الأغنام، إلى القضية الوطنية السورية، وقاتلوا الفرنسيين في الثورة السورية الكبرى (1925–1927). وخلال عشرينيات وثلاثينيات القرن العسرين كانوا في صراع متكرر مع قبيلة الحديديين، التي كانت تربطها علاقات ودية مع السلطات. استقرت القبيلة بالكامل وتقطن حوالي ستين قرية في محافظة إدلب، إضافة إلى قرى في محافظة حماة. وخلال الحرب الأهلية السورية، قاتل الموالي في صفوف المعارضة السورية ضد الحكومة السورية.